# Jiřina Kudličková
Jiřina Kudličková, za svobodna Ptáčníková, v letech 2012–2014 startovala pod jménem Jiřina Svobodová (* 20. května 1986 Plzeň) je česká atletka, tyčkařka závodící za atletický oddíl PSK Olymp Praha. V roce 2013 se stala českou rekordmankou.

## Kariéra

### Juniorka
V roce 2004 na mistrovství světa juniorů v italském Grossetu postoupila do finále, kde však nepřekonala základní výšku. Na juniorském mistrovství Evropy v Kaunasu 2005 skončila těsně pod stupni vítězů, na čtvrtém místě. V roce 2009 získala na světové letní univerziádě v Bělehradu zlatou medaili.

### Seniorka
Na světovém šampionátu v Berlíně však neprošla sítem kvalifikace a skončila na celkovém šestnáctém místě. Na halovém MS 2010 v katarském Dauhá obsadila ve finále páté místo. Dne 17. července 2010 překonala na mistrovství ČR v atletice v Třinci 466 cm, čímž se zařadila na druhé místo českých tabulek. Výše skočila jen Kateřina Baďurová, která držela český rekord výkonem 475 cm. Na halovém ME 2011 v Paříži se podělila s Finkou Minnou Nikkanenovou o 4. místo. V únoru 2012 skočila na tyčkařském mítinku Sergeje Bubky v ukrajinském Doněcku v hale 470 cm, čímž překonala český halový rekord. Na halovém MS 2012 v tureckém Istanbulu medaili nevybojovala, když obsadila výkonem 455 cm 6. místo. Na ME 2012 v Helsinkách však v deštivém počasí zvítězila výkonem 460 cm a dosáhla tak zatím největšího úspěchu své kariéry. Na olympiádě v Londýně obsadila v soutěži tyčkařek výkonem 445 cm šesté místo.
V roce 2013 se skokem 4,64 m kvalifikovala na Mistrovství světa v atletice v Moskvě. Počátkem září 2013 v Plzni překonala šest let starý český rekord skokem 476 cm.

### Úspěchy
| Rok  | Závod                              | Místo                      | Umístění    | Výkon  |
| ---- | ---------------------------------- | -------------------------- | ----------- | ------ |
| 2003 | Mistrovství světa do 17 let        | Sherbrooke, Kanada         | 5.          | 3,90 m |
| 2003 | Mistrovství Evropy juniorů         | Tampere, Finsko            | 6.          | 3,90 m |
| 2005 | Mistrovství Evropy juniorů         | Kaunas, Litva              | 4.          | 4,10 m |
| 2006 | Mistrovství Evropy v atletice 2006 | Göteborg, Švédsko          | kvalifikace | 3,80 m |
| 2009 | Halové mistrovství Evropy 2009     | Turín, Itálie              | kvalifikace | 4,25 m |
| 2009 | Mistrovství Evropy družstev        | Leiria, Portugalsko        | 5.          | 4,45 m |
| 2009 | Univerziáda                        | Bělehrad, Srbsko           | 1.          | 4,55 m |
| 2009 | Mistrovství světa v atletice 2009  | Berlín, Německo            | kvalifikace | 4,40 m |
| 2010 | Halové mistrovství světa 2010      | Dauhá, Katar               | 5.          | 4,60 m |
| 2010 | Mistrovství Evropy v atletice 2010 | Barcelona, Španělsko       | 5.          | 4,65 m |
| 2011 | Halové mistrovství Evropy 2011     | Paříž, Francie             | 4.          | 4,60 m |
| 2011 | Mistrovství světa v atletice 2011  | Tegu, Jižní Korea          | 7.          | 4,65 m |
| 2012 | Mistrovství Evropy v atletice 2012 | Helsinky, Finsko           | 1.          | 4,60 m |
| 2012 | Letní olympijské hry 2012          | Londýn, Spojené království | 6.          | 4,45 m |

### Osobní rekordy
- hala – 470 cm – 11. února 2012, Doněck
- venku – 476 cm – 4. září 2013, Plzeň

## Osobní život
Její otec a zároveň i trenér František Ptáčník se rovněž věnoval atletice, mj. získal bronz v běhu na 60 metrů na halovém ME 1987 ve francouzském Liévinu. Jejím manželem byl od roku 2012 český atlet, halový mistr Evropy v běhu na 60 metrů překážek, Petr Svoboda, v létě 2014 se rozvedli.
Její aktuální partner je český skokan o tyči Jan Kudlička. V létě roku 2018 oznámila, že s ním čeká holčičku. Ve sportovní kariéře neplánuje pokračovat. V lednu 2019 se oběma atletům narodila dcera Tereza. V roce 2020 se Jiřina Ptáčníkova za Jana Kudličku provdala. V červnu 2021 se manželům narodila druhá dcera Barbora.